# Sciades hongkongensis
Sciades hongkongensis är en skalbaggsart som beskrevs av Stefan von Breuning 1968. Sciades hongkongensis ingår i släktet Sciades och familjen långhorningar. Inga underarter finns listade i Catalogue of Life.